# Antillopsyche auricula
Antillopsyche auricula is een fossiele soort schietmot uit de familie Dipseudopsidae.